# Ähtäri

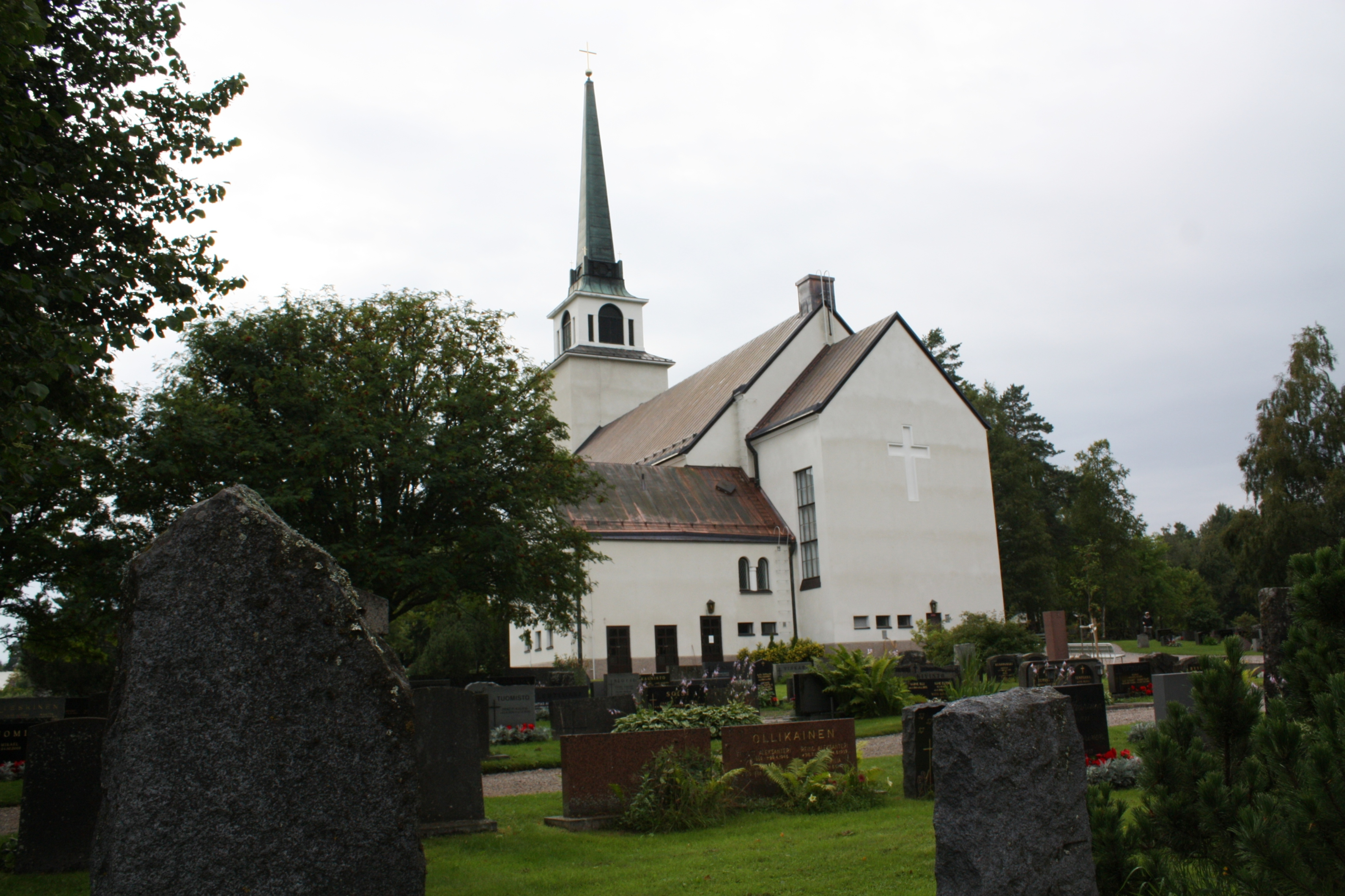
Kirche von Ähtäri

Ähtäri (schwedisch Etseri) ist eine Stadt im Westen Finnlands.
Die Stadt ist bekannt für ihren Zoo, den Ähtäri Eläinpuisto, und den See Ähtärinjärvi.

## Dörfer in Ähtäri
Alastaipale, Inha, Inhan tehtaat, Itä-Ähtäri, Hankavesi, Kivijärvi, Liesjärvi, Myllymäki, Mäkikylä, Niemisvesi, Ouluvesi, Peränne, Rämälä, Vehu, Vääräkoski, Ähtärinranta

## Wappen
Beschreibung des Wappens: „Im  blauen Schild liegen zwei kreuzweise gestellte  silberne Pfeile auf einem pfahlweis gestellten und werden rechts und links von je einem goldenen Fünfblatt begleitet“.

## Geschichte
Der Eisenbahnunfall von Ähtäri ereignete sich am 5. August 1942.

## Klima

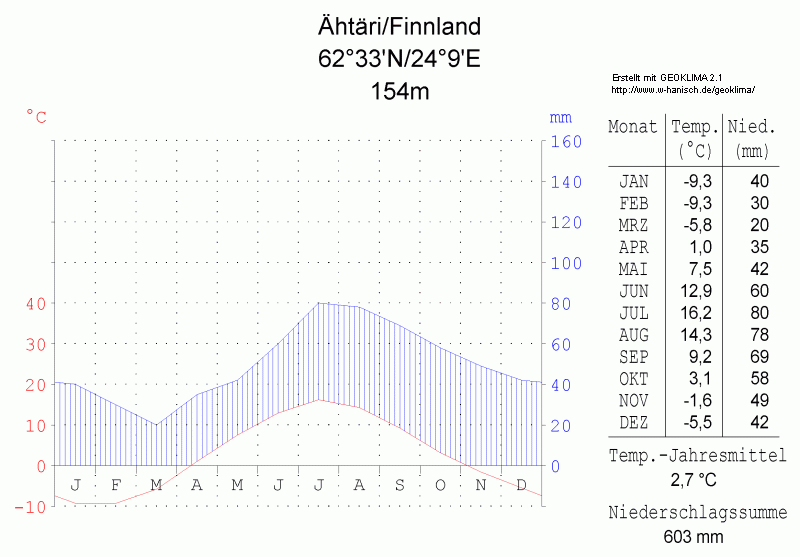
Klimadiagramm von Ähtäri

## Persönlichkeiten
- Hugo Simberg (1873–1917), Maler und Graphiker, starb in Ähtäri
- Arno Saarinen (1884–1970), Turner
- Hermanni Pihlajamäki (1903–1982), Ringer, starb in Ähtäri
- Topi Sorsakoski (1952–2011), in Ähtäri geborener Tango- und Schlagersänger